# Việt Nam tại Đại hội Thể thao châu Á
Thể thao Việt Nam tham dự Đại hội Thể thao châu Á từ năm 1958 (tại Tokyo, Nhật Bản) với sự có mặt của đoàn thể thao Việt Nam Cộng hòa.
Cộng hòa Xã hội Chủ nghĩa Việt Nam lần đầu tham dự Đại hội Thể thao châu Á vào năm 1982 tại New Delhi, Ấn Độ với 40 vận động viên, huấn luyện viên và quan chức tham dự 3 môn thể thao gồm điền kinh, bơi lội và bắn súng.
Tính từ năm 1954 đến hiện tại, Việt Nam đã bỏ lỡ 2 kì Đại hội Thể thao châu Á: Băng Cốc 1978 và Seoul 1986; và tham gia Đại hội Thể thao Mùa đông châu Á lần đầu tiên năm 2017 (năm 2007 có gửi đại diện dự khán tại Trường Xuân).

## Đại hội Thể thao châu Á
Việt Nam vắng mặt ở các kì Đại hội năm 1951, 1974, 1978 và 1986.
| Đại hội                  | Xếp hạng     | Vàng         | Bạc          | Đồng         | Tổng         |                                      |
| Manila 1954              | -            | 0            | 0            | 0            | 0            | Việt Nam Cộng hòa · Tổng: 2V, 1B, 8Đ |
| Tokyo 1958               | 8/20         | 2            | 0            | 4            | 6            | Việt Nam Cộng hòa · Tổng: 2V, 1B, 8Đ |
| Jakarta 1962             | 13/17        | 0            | 0            | 1            | 1            | Việt Nam Cộng hòa · Tổng: 2V, 1B, 8Đ |
| Băng Cốc 1966            | 15/18        | 0            | 1            | 1            | 2            | Việt Nam Cộng hòa · Tổng: 2V, 1B, 8Đ |
| Băng Cốc 1970            | 16/18        | 0            | 0            | 2            | 2            | Việt Nam Cộng hòa · Tổng: 2V, 1B, 8Đ |
| New Delhi 1982           | 19/33        | 0            | 0            | 1            | 1            | Việt Nam Tổng: 19V, 74B, 104Đ        |
| Bắc Kinh 1990            | -            | 0            | 0            | 0            | 0            | Việt Nam Tổng: 19V, 74B, 104Đ        |
| Hiroshima 1994           | 19/42        | 1            | 2            | 0            | 3            | Việt Nam Tổng: 19V, 74B, 104Đ        |
| Băng Cốc 1998            | 22/41        | 1            | 5            | 11           | 17           | Việt Nam Tổng: 19V, 74B, 104Đ        |
| Busan 2002               | 15/44        | 4            | 7            | 7            | 18           | Việt Nam Tổng: 19V, 74B, 104Đ        |
| Doha 2006                | 19/45        | 3            | 13           | 7            | 23           | Việt Nam Tổng: 19V, 74B, 104Đ        |
| Quảng Châu 2010          | 24/45        | 1            | 17           | 15           | 33           | Việt Nam Tổng: 19V, 74B, 104Đ        |
| Incheon 2014             | 21/45        | 1            | 10           | 25           | 36           | Việt Nam Tổng: 19V, 74B, 104Đ        |
| Jakarta - Palembang 2018 | 16/45        | 5            | 15           | 19*          | 39           | Việt Nam Tổng: 19V, 74B, 104Đ        |
| Hàng Châu 2022           | 21/45        | 3            | 5            | 19           | 27           | Việt Nam Tổng: 19V, 74B, 104Đ        |
| Nagoya 2026              | chưa diễn ra | chưa diễn ra | chưa diễn ra | chưa diễn ra | chưa diễn ra | Việt Nam Tổng: 19V, 74B, 104Đ        |
| Tổng                     | 22/45        | 21           | 75           | 112          | 208          | Việt Nam Tổng: 19V, 74B, 104Đ        |

- Hội đồng Olympic châu Á (OCA) mới đây đã tước huy chương Vàng môn vật hạng cân 62 kg đối với VĐV Orkhon Purevdorj người Mông Cổ do hành vi sử dụng chất cấm. Cho nên VĐV Nguyễn Thị Mỹ Hạnh thua 0-4 trước Orkhon Purevdorj tại tứ kết sẽ nhận huy chương đồng.

### Đại hội Thể thao Trong nhà và Võ thuật châu Á
Đại hội Thể thao Trong nhà châu Á lần đầu tiên tổ chức tại Băng Cốc, Thái Lan vào năm 2005. Trải qua ba kì Đại hội, OCA quyết định kết hợp Đại hội này và Đại hội Thể thao Võ thuật châu Á thành một sự kiện duy nhất. Phiên bản mới của hai Đại hội sẽ được tổ chức lần đầu năm 2013 tại Doha, Qatar.
| Đại hội                 | Xếp hạng     | Vàng         | Bạc          | Đồng         | Tổng         |                                                                           |
| Băng Cốc 2005           | 21/37        | 0            | 1            | 1            | 2            | Đại hội Thể thao Trong nhà châu Á Tổng: 44, 36, 34; Hạng: 4/45            |
| Ma Cao 2007             | 13/45        | 2            | 5            | 11           | 18           | Đại hội Thể thao Trong nhà châu Á Tổng: 44, 36, 34; Hạng: 4/45            |
| Hà Nội 2009             | 2/42         | 42           | 30           | 22           | 94           | Đại hội Thể thao Trong nhà châu Á Tổng: 44, 36, 34; Hạng: 4/45            |
| Băng Cốc 2009           | 6/40         | 7            | 11           | 21           | 39           | Đại hội Thể thao Võ thuật châu Á Tổng: 7, 11, 21 Hạng: 6/45               |
| Incheon 2013            | 3/43         | 8            | 7            | 12           | 27           | Đại hội Thể thao Trong nhà và Võ thuật châu Á Tổng: 21, 15, 31 Hạng: 8/45 |
| Ashgabat 2017           | 9/63         | 13           | 8            | 19           | 40           | Đại hội Thể thao Trong nhà và Võ thuật châu Á Tổng: 21, 15, 31 Hạng: 8/45 |
| Bangkok - Chobunri 2023 | chưa diễn ra | chưa diễn ra | chưa diễn ra | chưa diễn ra | chưa diễn ra | Đại hội Thể thao Trong nhà và Võ thuật châu Á Tổng: 21, 15, 31 Hạng: 8/45 |
| Tổng                    | Hạng 6       | 72           | 62           | 86           | 220          |                                                                           |

### Đại hội Thể thao Bãi biển châu Á
| Đại hội      | Xếp hạng     | Vàng         | Bạc          | Đồng         | Tổng         |
| Bali 2008    | 8/41         | 2            | 5            | 3            | 10           |
| Muscat 2010  | 14/43        | 0            | 5            | 3            | 8            |
| Haiyang 2012 | 12/43        | 0            | 2            | 1            | 3            |
| Phuket 2014  | 5/42         | 8            | 12           | 20           | 40           |
| Đà Nẵng 2016 | 1/41         | 52           | 44           | 43           | 139          |
| Tam Á 2023   | chưa diễn ra | chưa diễn ra | chưa diễn ra | chưa diễn ra | chưa diễn ra |
| Tổng         | Hạng 2       | 62           | 68           | 70           | 200          |

### Đại hội Thể thao Thanh niên châu Á
| Đại hội        | Xếp hạng     | Vàng         | Bạc          | Đồng         | Tổng         |
| Singapore 2009 | 14/43        | 0            | 2            | 0            | 2            |
| Nam Kinh 2013  | 7/45         | 5            | 4            | 2            | 11           |
| Tashkent 2025  | chưa diễn ra | chưa diễn ra | chưa diễn ra | chưa diễn ra | chưa diễn ra |
| Tổng           | 11/45        | 5            | 6            | 2            | 13           |

### Đại hội Thể thao Khuyết tật châu Á
| Đại hội                  | Xếp hạng | Vàng | Bạc | Đồng | Tổng |
| Quảng Châu 2010          | 11/41    | 3    | 4   | 10   | 17   |
| Incheon 2014             | 10/41    | 9    | 7   | 13   | 29   |
| Jakarta - Palembang 2018 | 12/43    | 8    | 8   | 24   | 40   |
| Hàng Châu 2023           | 22/44    | 1    | 10  | 9    | 20   |
| Tổng                     | 11/44    | 21   | 29  | 56   | 106  |

### Đại hội Thể thao Khuyết tật Thanh niên châu Á
| Đại hội           | Xếp hạng | Vàng | Bạc | Đồng | Tổng |
| Kuala Lumpur 2013 | 6/29     | 16   | 4   | 3    | 23   |
| Dubai 2017        | 16/30    | 3    | 5   | 2    | 10   |
| Tổng              | 13/30    | 19   | 9   | 5    | 33   |

### Đại hội Thể thao Mùa đông châu Á
| Đại hội      | Xếp hạng | Vàng | Bạc | Đồng | Tổng |
| Sapporo 2017 | -        | 0    | 0   | 0    | 0    |
| Tổng         | -        | 0    | 0   | 0    | 0    |

## Đại hội Thể thao Đông Nam Á
| Đại hội                  | Xếp hạng | Vàng | Bạc | Đồng | Tổng |                                                     |
| Băng Cốc 1959            | 5/6      | 5    | 5   | 6    | 16   | Việt Nam Cộng hòa · Tổng: 39V, 51B, 65Đ · Hạng: 5/7 |
| Rangoon 1961             | 4/7      | 9    | 5   | 8    | 22   | Việt Nam Cộng hòa · Tổng: 39V, 51B, 65Đ · Hạng: 5/7 |
| Kuala Lumpur 1965        | 5/6      | 5    | 7   | 7    | 19   | Việt Nam Cộng hòa · Tổng: 39V, 51B, 65Đ · Hạng: 5/7 |
| Băng Cốc 1967            | 5/5      | 6    | 10  | 17   | 33   | Việt Nam Cộng hòa · Tổng: 39V, 51B, 65Đ · Hạng: 5/7 |
| Rangoon 1969             | 5/6      | 9    | 5   | 8    | 22   | Việt Nam Cộng hòa · Tổng: 39V, 51B, 65Đ · Hạng: 5/7 |
| Kuala Lumpur 1971        | 6/7      | 3    | 6   | 9    | 18   | Việt Nam Cộng hòa · Tổng: 39V, 51B, 65Đ · Hạng: 5/7 |
| Singapore 1973           | 6/7      | 2    | 13  | 10   | 25   | Việt Nam Cộng hòa · Tổng: 39V, 51B, 65Đ · Hạng: 5/7 |
| Kuala Lumpur 1989        | 7/9      | 3    | 12  | 5    | 20   | Việt Nam · Tổng: 1095V, 941B,1047Đ                  |
| Manila 1991              | 7/9      | 7    | 12  | 10   | 29   | Việt Nam · Tổng: 1095V, 941B,1047Đ                  |
| Singapore City 1993      | 6/9      | 9    | 6   | 19   | 34   | Việt Nam · Tổng: 1095V, 941B,1047Đ                  |
| Chiang Mai 1995          | 6/10     | 10   | 18  | 24   | 52   | Việt Nam · Tổng: 1095V, 941B,1047Đ                  |
| Jakarta 1997             | 5/10     | 36   | 48  | 52   | 135  | Việt Nam · Tổng: 1095V, 941B,1047Đ                  |
| Bandar Seri Begawan 1999 | 6/10     | 17   | 20  | 27   | 64   | Việt Nam · Tổng: 1095V, 941B,1047Đ                  |
| Kuala Lumpur 2001        | 4/11     | 33   | 35  | 64   | 132  | Việt Nam · Tổng: 1095V, 941B,1047Đ                  |
| Hà Nội & Tp.HCM 2003     | 1/11     | 158  | 97  | 91   | 346  | Việt Nam · Tổng: 1095V, 941B,1047Đ                  |
| Manila 2005              | 3/11     | 71   | 68  | 89   | 228  | Việt Nam · Tổng: 1095V, 941B,1047Đ                  |
| Nakhon Ratchasima 2007   | 3/11     | 64   | 58  | 82   | 204  | Việt Nam · Tổng: 1095V, 941B,1047Đ                  |
| Vientiane 2009           | 2/11     | 83   | 75  | 57   | 215  | Việt Nam · Tổng: 1095V, 941B,1047Đ                  |
| Jakarta - Palembang 2011 | 3/11     | 96   | 93  | 100  | 189  | Việt Nam · Tổng: 1095V, 941B,1047Đ                  |
| Naypidaw 2013            | 3/11     | 74   | 85  | 86   | 245  | Việt Nam · Tổng: 1095V, 941B,1047Đ                  |
| Singapore 2015           | 3/11     | 73   | 54  | 60   | 187  | Việt Nam · Tổng: 1095V, 941B,1047Đ                  |
| Kuala Lumpur 2017        | 3/11     | 58   | 50  | 60   | 168  | Việt Nam · Tổng: 1095V, 941B,1047Đ                  |
| Philippines 2019         | 2/11     | 98   | 85  | 105  | 288  | Việt Nam · Tổng: 1095V, 941B,1047Đ                  |
| Hà Nội 2021              | 1/11     | 205  | 125 | 116  | 446  | Việt Nam · Tổng: 1095V, 941B,1047Đ                  |
| Tổng                     | 4/11     | 1134 | 992 | 1112 | 3238 | Việt Nam · Tổng: 1095V, 941B,1047Đ                  |

### Đại hội Thể thao Người khuyết tật Đông Nam Á
| Đại hội                | Xếp hạng | Vàng | Bạc | Đồng | Tổng |
| Kuala Lumpur 2001      | 5/10     | 11   | 5   | 6    | 22   |
| Hà Nội 2003            | 2/11     | 81   | 80  | 86   | 247  |
| Manila 2005            | 2/11     | 80   | 36  | 22   | 138  |
| Nakhon Ratchasima 2008 | 3/11     | 78   | 66  | 43   | 187  |
| Kuala Lumpur 2009      | 3/11     | 73   | 57  | 45   | 175  |
| Surakarta 2011         | 4/11     | 44   | 44  | 72   | 160  |
| Naypidaw 2014          | 4/11     | 48   | 65  | 72   | 185  |
| Singapore 2015         | 4/11     | 48   | 58  | 50   | 156  |
| Kuala Lumpur 2017      | 4/11     | 40   | 61  | 60   | 161  |
| Solo 2022              | 3/11     | 65   | 62  | 55   | 182  |
| Tổng                   | 4/11     | 568  | 534 | 511  | 1613 |